# Morra De Sanctis
Morra De Sanctis ist eine italienische Gemeinde mit 1114 Einwohnern (Stand 31. Dezember 2023) in der Provinz Avellino, Region Kampanien. Sie liegt 55 km östlich der Provinzhauptstadt. Ursprünglich hieß die Gemeinde Morra Irpina, sie wurde nach dem Literaturhistoriker und mehrmaligen Unterrichtsminister des Königreichs Italien, Francesco De Sanctis, der 1817 hier geboren wurde, umbenannt. Die Gemeinde ist Mitglied in der Comunità Montana Alta Irpinia und in der Regione Agraria n. 3 - Alto Calaggio e Alto Ofanto. Ortsteile sind Cervino, Chiancheroni, Orcomone und Selvapiana.
Die Nachbarorte von Morra De Sanctis sind Andretta, Conza della Campania, Guardia Lombardi, Lioni, Sant’Angelo dei Lombardi und Teora.
Die Gemeinde ist Sitz des Parco Letterario Francesco De Sanctis, einer mit EU-Mitteln geförderten Initiative.

## Bevölkerungsentwicklung
Zwischen 1991 und 2001 fiel die Einwohnerzahl von 1871 auf 1408. Dies entspricht einer prozentualen Abnahme von 24,7 %.

## Verkehr
Der Haltepunkt Morra de Sanctis-Teora liegt einige Kilometer südlich des Ortes an der im Personenverkehr nicht mehr bedienten Bahnstrecke Avellino–Rocchetta Sant’Antonio.

## Persönlichkeiten
- Francesco De Sanctis (1817–1883), Literaturhistoriker und Kritiker.